# Wakeboarding Unleashed Featuring Shaun Murray
Wakeboarding Unleashed Featuring Shaun Murray (ook wel Wakeboarding) is een computerspel dat in 2003 uitkwam voor diverse homecomputers. Het spel is een extreme sportspel. De speler hangt met een touw achter een speedboot en de bedoeling is om truukjes te doen op een wakeboard. Hoe spectaculairder de stunt des te meer punten hiervoor gekregen kan worden. Ook is het mogelijk om bepaalde speelgedeeltes vrij te spelen. De speler kan hiervoor schansen en de boot zelf gebruiken. In de multiplayer modus bestuurt de ene speler de boot en de andere de wakeboader. Het perspectief van het spel is in de derde persoon. 

## Platforms
| Platform        | Jaar |
| --------------- | ---- |
| Game Boy Adance | 2003 |
| Macintosh       | 2003 |
| PlayStation 2   | 2003 |
| Windows         | 2003 |
| Xbox            | 2003 |

## Ontvangst
| Beoordeeld door      | Platform      | Datum           | Score |
| -------------------- | ------------- | --------------- | ----- |
| GameSpy              | PlayStation 2 | 4 juni 2003     | 89%   |
| GameZone             | Xbox          | 18 juni 2003    | 89%   |
| GameZone             | PlayStation 2 | 16 juni 2003    | 89%   |
| Games4Mac            | Macintosh     | 2004            | 88%   |
| GameZone             | Windows       | 29 januari 2004 | 85%   |
| XBox-Zone            | Xbox          | 30 juli 2003    | 84%   |
| Metacritic           | PlayStation 2 | 10 juni 2003    | 83%   |
| PC Games (Duitsland) | Windows       | 8 maart 2004    | 82%   |
| PSX Extreme          | PlayStation 2 | 24 juni 2003    | 80%   |
| GameSpot             | Xbox          | 4 juni 2003     | 73%   |
| Jeuxvideo.com        | Windows       | 15 oktober 2004 | 70%   |